# فقمة الراهب المتوسطية
فقمة الراهب المتوسطية ميار هي نوع من أنواع الفقمات.مهددة بالانقراض لتلوث البحر الأبيض المتوسط. لا تعيش في مجموعات كبيرة كالباقي الفقمات. تتواجد في البحر الأبيض المتوسط وهو ما أعطاها اسمها.

## خصائصها الفيزيائية
تعتبر فقمة الراهب المتوسطية من أكبر الفقمات. حيث يتراوح طولها من 2الى 3 امتار.ويصل الوزن الافتراضي إلى 200الى 300 كغ.جسدها يغطيه شعر اسود ضارب للرمادي وقد يتواجد بقع بيضاء.

## مناطق تواجدها
تتواجد الفقمة في معظم دول البحر الأبيض المتوسط. اكتشفت على الساحل الفرنسي 1930.وفي جزيرة كورسيكا 1970.و جزر ماديرا وسبوراد.كما تتواجد في الساحل الأفريقي الشمالي فيليبيا والجزائر وتونس والمغرب.لم يبق منها الا 600 إلى 800 فرد مبعثرة على الدول المتوسطية.

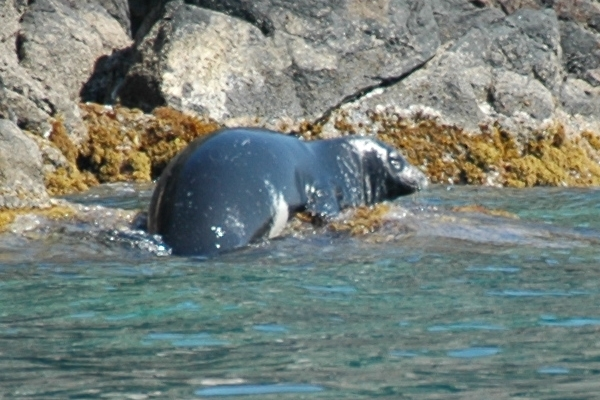
فقمة الراهب مستلقية

## التهديد
يعتبر التلوث أكبر تهديد يهدد الفقمة خاصة في البحر المتوسط الذي تعتبر ممر تجاري خاصة المحروقات.وكذلك يهدد الصيادون الفقمة للاستخلاص الزيوت.اوتعلقه بشبكة الصيد الأسماك.

## الغداء
تعتبر الفقمة حيوان لاحم ويأكل الأسماك والسبيدج والحبار الصغير.